# Oskar Stampfli
Oskar Stampfli (* 27. April 1886 in Büren; † 16. August 1973 in Solothurn), heimatberechtigt in Aeschi, ab 1921 in Solothurn und ab 1940 in Büren, war ein Schweizer Lehrer und Politiker (FDP).

## Leben

### Familie
Oskar Stampfli entstammte einem Wasserämter Geschlecht, wuchs aber im Schwarzbubenland auf, und war der Sohn des Bezirkslehrers und Landwirts Kaspar Stampfli († 1920) und dessen Ehefrau Emilie (geb. Füeg); er hatte noch drei Geschwister, zu denen sein Bruder, der spätere Politiker Walther Stampfli, gehörte.
Seit 1921 war er mit Rosalie, die Tochter von Konrad Jakob Howald, verheiratet; gemeinsam hatten sie zwei Kinder.

### Werdegang
Oskar Stampfli besuchte von 1900 bis 1904 die Kantonsschule Solothurn und immatrikulierte sich im Anschluss für ein Studium der Mathematik, Physik und Naturwissenschaften an der Universität Bern und setzte das Studium von 1906 bis 1909 mit einem Mathematik-Studium an der Universität Straßburg fort; dort promovierte er 1909 bei dem Mathematiker Heinrich Weber mit seiner Dissertation Der Zweiteilungskörper der elliptischen Funktionen zum Dr. phil.
Er war von 1909 bis 1910 als Lehrer am Lyceum Alpinum in Zuoz und von 1910 bis 1933 an der Kantonsschule Solothurn tätig; in dieser Zeit erfolgte 1921, als Nachfolger für den zurückgetretenen Johann Enz († 1949), seine Wahl zum Rektor der Kantonsschule; dieses Amt beendete er 1933.
Oskar Stampfli wurde 1938 in den Vorstand der Radiogenossenschaft Basel (heute SRG SSR) gewählt und war von 1942 bis 1961 Verwaltungsrat bei der Aare-Tessin AG für Elektrizität (heute ATEL).
Er wurde 1909 zum Leutnant und 1913 zum Oberleutnant der Feldartillerie in der Schweizer Armee ernannt.

### Politisches und gesellschaftliches Wirken
Oskar Stampfli war von 1925 bis 1933 freisinnig-demokratischer Gemeinderat in Solothurn und leitete von 1933 bis 1952 als Regierungsrat, für den zurückgetretenen Robert Schöpfer, das Erziehungsdepartement, das Polizeidepartement und das Militärdepartement. Er setzte sich für die Besserstellung der Lehrkräfte, für das Berufsbildungswesen sowie für den Ausbau und die Modernisierung der Kantonspolizei ein.
Oskar Stampfli wurde mehrfach Vizelandammann (1935, 1941 und 1950) und Landammann (1936, 1942 1947 und 1951).
1934 setzte er sich für den Aufbau des Kosciuszko-Museums in Solothurn ein.
Er war seit 1941 im Stiftungsrat der Stiftung Schloss Gilgenberg (siehe auch Ruine Gilgenberg).
1942 wurde er zum Präsidenten der Justiz- und Polizeidirektorenkonferenz gewählt und folgte somit Staatsrat Paul Balmer (1881–1977).
Er wurde 1944 Präsident des Stiftungsrats der Stiftung Volkshochschule des Kantons Solothurn.
Unter seiner Führung von 1933 bis 1953 als Präsident der Bibliothekkommission und Mitglied der Museumskommission war, konnte die Vereinigung der Kantons- und Stadtbibliothek zur Zentralbibliothek Solothurn vorgenommen werden.
Er wirkte 1947 als Präsident der Schweizerischen Erziehungsdirektorenkonferenz, Präsident der Interkantonalen Lotteriegesellschaft und Präsident des Stiftungsrates Gotthelfhaus Biberist (siehe auch Bleichenberg).

### Mitgliedschaften
Oskar Stampfli war Ehrenmitglied der Wengia Solodorensis und Alter Herr der Schweizerischen Studentenverbindung Helvetia.
Am 3. Juni 1917 nahm er an der Gründungsversammlung der Jungfreisinnigen Partei des Kantons Solothurn teil.
Von 1929 bis zu seinem Tod war er Mitglied im Rotary-Club.
1929 erfolgte seine Wahl zum Präsidenten des Stiftungsrats des neu gegründeten Solothurnisches Institut für schwer erziehbare Kinder.
Er wurde 1943 zum Ehrenmitglied des Solothurner Vereins Zürich ernannt.
1953 wurde er als Präsident der Kantonalen Altertümerkommission zum Ehrenmitglied des Historischen Vereins des Kantons Solothurn ernannt.

### Ehrungen und Auszeichnungen
Oskar Stampfli wurde 1940, gemeinsam mit seinem Bruder Walther, zum Ehrenbürger von Büren ernannt.

## Schriften (Auswahl)
- Der Zweiteilungskörper der elliptischen Funktionen. Straßburg, 1910.
- Die Bedeutung der Schlacht bei Dornach. In: Für die Heimat – Jurablätter von der Aare zum Rhein. Band 1, 1938–1939, S. 2–4 (Digitalisat).
- Vom ehemaligen Schüler zum Erziehungsdirektor. In: Für die Heimat – Jurablätter von der Aare zum Rhein, Band 2. 1939–1940. S. 34–42 (Digitalisat).